# Danaé Filleur
Danaé Filleur, née le 30 septembre 1996, est une écrivaine française, auteure de livres pour la jeunesse, en particulier pour les enfants dyslexiques.

## Biographie
Danaé Filleur est née le 30 septembre 1996, dans le centre de la France. Scolarisée à la maison , elle commence dès l'âge de dix ans l'écriture d'une première histoire pour les enfants. Ce premier roman jeunesse est publié en 2009, alors que Danaé est âgée de 12 ans. 
Elle continue à écrire, et en 2011, plusieurs collections sont créées : la collection Foin, adaptée aux enfants à partir de l’école primaire, et comprenant désormais quinze titres, ainsi que la collection Orge, adaptée aux jeunes à partir du collège, et comportant deux tomes. L'objectif de Danaé Filleur est de transmettre la passion des livres aux enfants et aux adolescents.
En 2012, elle obtient son baccalauréat littéraire avec mention très bien . 
En 2014, la collection DYS, adaptée aux enfants dyslexiques, voit le jour.
En février 2016, Danaé Filleur est la marraine du salon du livre jeunesse organisé par le magasin Auchan à Noyelles-Godault. 
L’un des livres de la collection Foin, Filou est mort, est sélectionné en mars 2016 par le centre national de ressources des soins palliatifs, et apparaît dans la bibliographie sélective de la littérature de jeunesse traitant de la maladie grave, de la mort et du deuil.
Un de ses ouvrages, Histoire de chevaux pour enfants dyslexiques - Le chevalier et le dragon a obtenu le prix MARSIEN de Lecture adaptée DYS 2016. 

## Livres
1. Le clan des équidés, septembre 2009, Airvey éditions  (ISBN 978-2-916279-24-4)

### Collection Orge – Le clan des équidés
1. Tous au galop !, août 2011, Editions du Parc des étangs de Mortagne  (ISBN 978-2-919767-03-8)
2. Tous au galop ! B, mai 2012, Editions du Parc des étangs de Mortagne  (ISBN 978-2-919767-06-9)

### Collection Foin – Le clan des équidés
1. Crinière noire et patte de velours, juin 2011, Editions du Parc des étangs de Mortagne  (ISBN 978-2-919767-02-1)
2. La ponette Prunelle, octobre 2011, Editions du Parc des étangs de Mortagne  (ISBN 978-2-919767-04-5)
3. La ponette Cendrillon, octobre 2012, Editions du Parc des étangs de Mortagne  (ISBN 978-2-919767-07-6)
4. La Belle et la Bête, octobre 2013, Editions du Parc des étangs de Mortagne  (ISBN 978-2-919767-08-3)[9]
5. Cheyenne a peur du noir, janvier 2014, Editions du Parc des étangs de Mortagne  (ISBN 978-2-919767-21-2)
6. L'histoire du cheval Pinocchio, avril 2014,  Editions du Parc des étangs de Mortagne  (ISBN 978-2-919767-26-7)
7. Filou est mort, janvier 2015, Editions du Parc des étangs de Mortagne  (ISBN 978-2-919767-31-1)
8. Le chevalier et le dragon, août 2015,  Editions du Parc des étangs de Mortagne  (ISBN 978-2-919767-33-5)
9. Le pirate, août 2015, Editions du Parc des étangs de Mortagne  (ISBN 978-2-919767-35-9)
10. La reine des neiges, janvier 2016, Editions du Parc des étangs de Mortagne  (ISBN 978-2-919767-37-3)
11. Les dinosaures, février 2016,  Editions du Parc des étangs de Mortagne  (ISBN 978-2-919767-39-7)
12. Le super-héros – Equidéman, août 2016,  Editions du Parc des étangs de Mortagne  (ISBN 978-2-919767-41-0)
13. Le cirque, août 2016, Editions du Parc des étangs de Mortagne  (ISBN 978-2-919767-42-7)
14. Blanche-Neige, janvier 2017, Editions du Parc des étangs de Mortagne  (ISBN 978-2-919767-45-8)
15. Le zoo, janvier 2017, Editions du Parc des étangs de Mortagne  (ISBN 978-2-919767-47-2)[10]

### Collection DYS – Histoire de chevaux pour enfants dyslexiques
1. Crinière noire, janvier 2014, Editions du Parc des étangs de Mortagne  (ISBN 978-2-919767-25-0)
2. La ponette Prunelle, juin 2014, Editions du Parc des étangs de Mortagne  (ISBN 978-2-919767-27-4)
3. La ponette Cendre, août 2014, Editions du Parc des étangs de Mortagne  (ISBN 978-2-919767-28-1)
4. La Belle et la Bête, octobre 2014, Editions du Parc des étangs de Mortagne  (ISBN 978-2-919767-29-8)
5. Dakota a peur du noir, janvier 2015, Editions du Parc des étangs de Mortagne  (ISBN 978-2-919767-30-4)
6. Le cheval Pinokio, juin 2015, Editions du Parc des étangs de Mortagne  (ISBN 978-2-919767-32-8)
7. Le chevalier et le dragon, août 2015, Editions du Parc des étangs de Mortagne  (ISBN 978-2-919767-34-2)
8. Le pirate, septembre 2015,  Editions du Parc des étangs de Mortagne  (ISBN 978-2-919767-36-6)
9. La reine des neiges, janvier 2016, Editions du Parc des étangs de Mortagne  (ISBN 978-2-919767-38-0)
10. Les dinosaures, février 2016, Editions du Parc des étangs de Mortagne  (ISBN 978-2-919767-40-3)
11. Le super-héros, août 2016, Editions du Parc des étangs de Mortagne  (ISBN 978-2-919767-43-4)
12. Le cirque, août 2016, Editions du Parc des étangs de Mortagne  (ISBN 978-2-919767-44-1)
13. Blanche-Neige, janvier 2017, Editions du Parc des étangs de Mortagne  (ISBN 978-2-919767-46-5)
14. Le zoo, janvier 2017, Editions du Parc des étangs de Mortagne  (ISBN 978-2-919767-48-9)

## Télévision
- Diffusion d'un reportage sur TF1 le 1er février 2015 sur Danaé Filleur et ses parents dans l’émission Reportages présentée par Claire Chazal[2].